# التعليم في المغرب

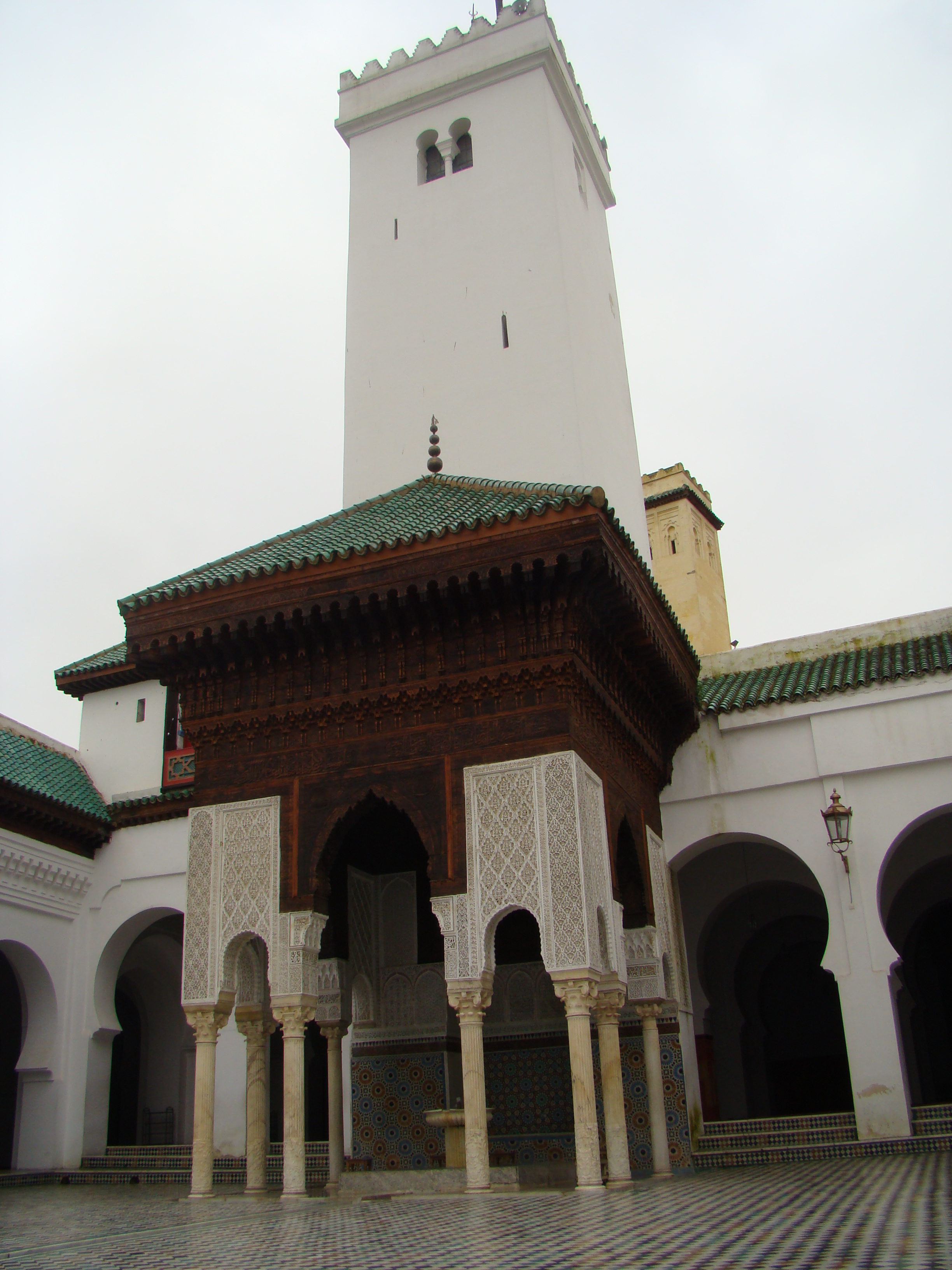
جامع القرويين الشهير بمدينة فاس.

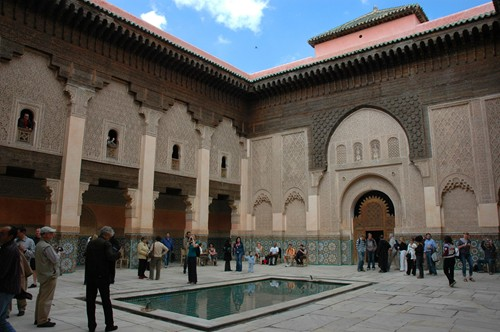
مدرسة بن يوسف، من المدارس الإسلامية التراثية في مراكش.

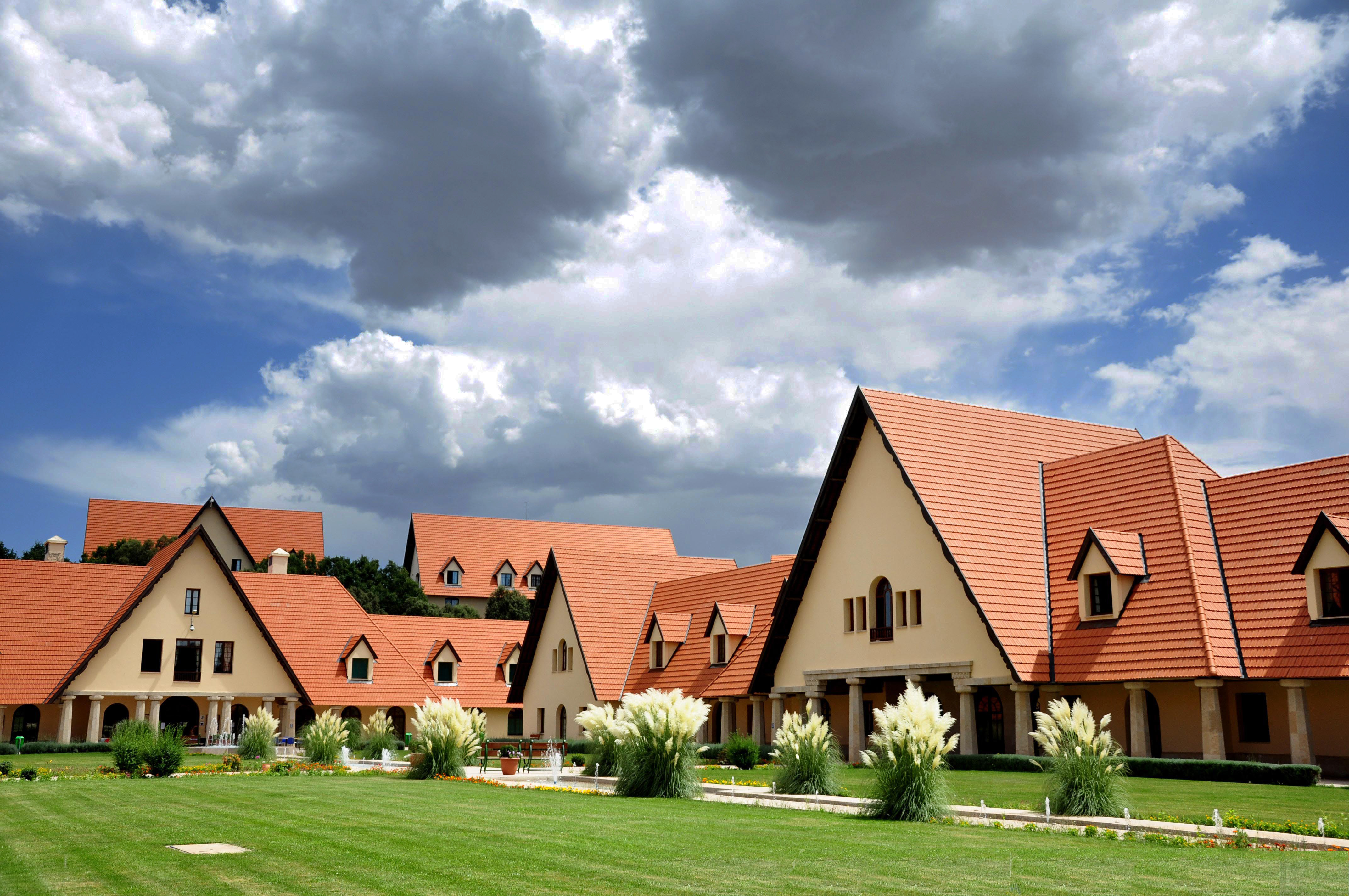
جامعة الأخوين في إفران. أسست سنة 1993 وبدأت في استقبال الطلاب سنة 1995.

في المغرب عدد كبير من الجامعات ومؤسسات التعليم العالي والمعاهد الفنية المنتشرة بالمراكز الحضرية في مختلف أنحاء البلاد. من أهم هذه الجامعات: جامعة محمد الخامس في الرباط، وهي أكبر جامعات المغرب، ولها فروع في الدار البيضاء وفاس؛ معهد الحسن الثاني للهندسة الزراعية والعلوم البيطرية في الرباط؛ وجامعة الأخوين في إفران، وهي تقوم بتلقين مناهجها باللغة الإنجليزية

، وقد افتتحت عام 1995. وهناك أيضا جامعة القرويين الموجودة في فاس، وهي أقدم جامعة مستمرة في منح الشهادات في العالم.

## تاريخ
منذ أن أخذ المغرب استقلاله وتخلص من الاستعمار الفرنسي عام 1956، أولت وما زالت تولي الحكومة المغربية اهتماما كبيرا بمجال التعليم. رغم الصعوبات الاقتصادية التي عانى منها المغرب في تسعينات القرن العشرين وبداية الألفية الثالثة، ما زالت الحكومة تبذل الجهود من أجل النهوض بقطاع التعليم. وذلك ينعكس في حجم الاستثمارات المخصصة لهذا القطاع، حيث تخصص نسبة 26.3% من الميزانية العامة للتعليم. في عام 2006، بلغت ميزانية التعليم 5.5% من الناتج المحلي الإجمالي، وكانت هاته النسبة أكبر من نسبة دول عربية أخرى كعمان والكويت ومصر.
مر النظام التعليمي المغربي بعدة إصلاحات بهدف تقليص الفوارق الإقليمية وضمان نشر التعليم. في عام 1963 أصبح التعليم إلزاميا للبنين والبنات المغاربة الذين تتراوح اعمارهم بين 7 و13 سنة.
وفي سبتمبر 1990، أعيدت هيكلة النظام التعليمي ليتكون من تسع سنوات من التعليم الأساسي و3 سنوات من التعليم الثانوي.

## تقسيم
يقسم التعليم بالمغرب إلى قسمين، يقسم كل منهما إلى ثلاث مراحل:
- التعليم الأساسي وينقسم إلى ثلاث مراحل:
  - المرحلة الابتدائية وتتكون من ست سنوات دراسية.
  - المرحلة الإعدادية وتتكون من ثلاث سنوات دراسية.
  - المرحلة الثانوية وتتكون من ثلاث سنوات دراسية.
- التعليم العالي تطبق معظم الجامعات المغربية النموذج الفرنسي للتعليم الجامعي كالتالي:
  - الدراسة لشهادة الإجازة، وهي تعادل درجة البكالوريوس في الدول الأخرى.
  - الدراسة لشهادة الدراسات المعمقة، وهي كدرجة الماجستير.
  - الدراسة لشهادة دكتوراة الدولة، وهي كدرجة دكتوراة الفلسفة.
- مدارس المهندسين المكلفة بالتكوين لأجل نيل شهادة مهندس دولة، ومن بينها:
  - المدرسة المحمدية للمهندسين، منذ 1959،
  - المعهد الوطني للبريد والمواصلات، منذ 1961،
  - المعهد الوطني للإحصاء والاقتصاد التطبيقي، منذ 1961،
  - معهد الحسن الثاني للزراعة والبيطرة، منذ 1966،
  - المدرسة الحسنية للأشغال العمومية، منذ 1971،
  - المدرسة الوطنية للصناعات المعدنية، منذ 1972،
  - المدرسة الوطنية العليا للمعلوميات وتحليل النظم، منذ 1995،
  - المدرسة العليا لصناعات النسيج والألبسة، منذ 1996.

تشرف وزارة التربية والتعليم على مراحل التعليم الأساسي، كما تشرف وزارة التعليم العالي والبحث العلمي على مراحل التعليم الجامعي. حسب تقرير الأمم المتحدة لعام 2009 والذي قام بتغطية المعلومات الخاصة بسنة 2007، فإن المغرب يقع في المرتبة 130 من 182 دولة من حيث نسبة الأفراد المحصلين، بنسبة تعادل 55.6% من مجموع الأفراد البالغين 15 سنة فما فوق.

## التعليم والأمية

التقسيم الإداري للمغرب

يحتل المغرب الرتبة 129 في مؤشر التنمية البشرية. نسبة الأمية لدى الراشدين المغاربة وصلت إلى 48% في عام 2004. رغم الإنجازات التي حققها التعليم ورغم مستويات التمدرس الآخذة في الارتفاع، فإنه ليس من المؤكد أن المغرب سيحقق المرامي الإنمائية للألفية، في سنة 2014 تم تصنيف المغرب ضمن 21 أسوأ دولة في مجال التعليم إلى جانب عدد من البلدان الإفريقية الفقيرة جدا، حيث أقل من نصف عدد الأطفال يتعلّمون المهارات التعليمية الأساسية. وأوضحت الوثيقة الجديدة لليونسكو أن أقل من نصف عدد التلاميذ في المغرب هم من يفلحون في تعلم المهارات الأساسية.

## نظام التعليم في المغرب
يتكون نظام التعليم في المغرب من المرحلة ما قبل الدراسة الابتدائية حيث تمتد مدتها إلى سنتين ينتقل بعدها للمرحلة الابتدائية مدتها 6 سنوات والمرحلة الاعدادية مدتها 3 سنوات ومرحلة التانوية مدتها 3 سنوات تنتهي بإمتحان الباكلوريا قبل دخول المرحلة الجامعية.

### التعليم قبل المدرسي
هناك نوعان من المؤسسات:
- المدارس القرآنية، هي في شكل ما قبل المدرسة الأكثر شيوعا، وهي توفر التعليم لتجديد التقليدية.
- رياض الأطفال ودور الحضانة، بالتداريب والمعدات المستخدمة لتوفير التدريب على أساس الأساليب الحديثة.
- عدد المؤسسات: 28,335
- عدد المدرسين: 30,367
- التعليم قبل المدرسي الحديث:
  - عدد التلاميذ: 171,727
  - عدد المعلمين: 5,836[9]

### التعليم الأساسي

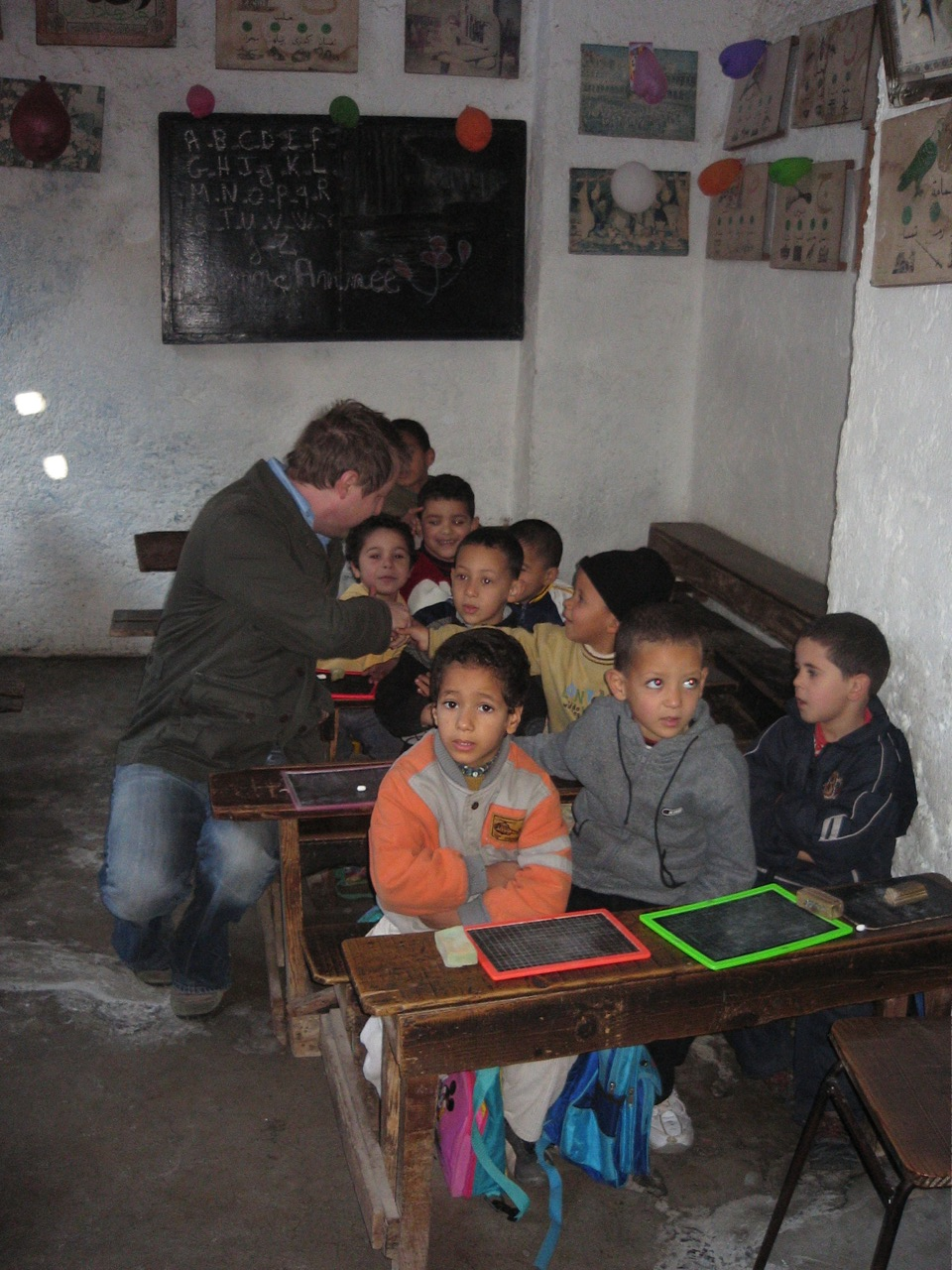
قسم مدرسي في مدينة فاس

- المرحلة الأولى تستغرق ست سنوات. وهي مفتوحة وإلزامية للأطفال الذين تتراوح أعمارهم ما بين سبع سنوات وثلاث عشرة سنة. فيما قبل، كانت هاته المرحلة لا تستغرق إلا خمس سنوات. ولقد كانت سلسلة كتب اقرأ، من تأليف أحمد بوكماخ أهم عمل عرفته الساحة التربوية لمغرب ما بعد الاستقلال.
- المرحلة الثانية ومدتها ثلاث سنوات.

#### المرحلة الأساسية الأولى
- عدد التلاميذ: 2,980,814
- عدد المدارس: 4,349
- عدد المدرسين: 98,489[9]

#### المرحلة الأساسية الثانية
- عدد الطلاب: 930,394
- عدد المدارس: 5000
- عدد المدرسين: 77,760[9]

### التعليم العالي

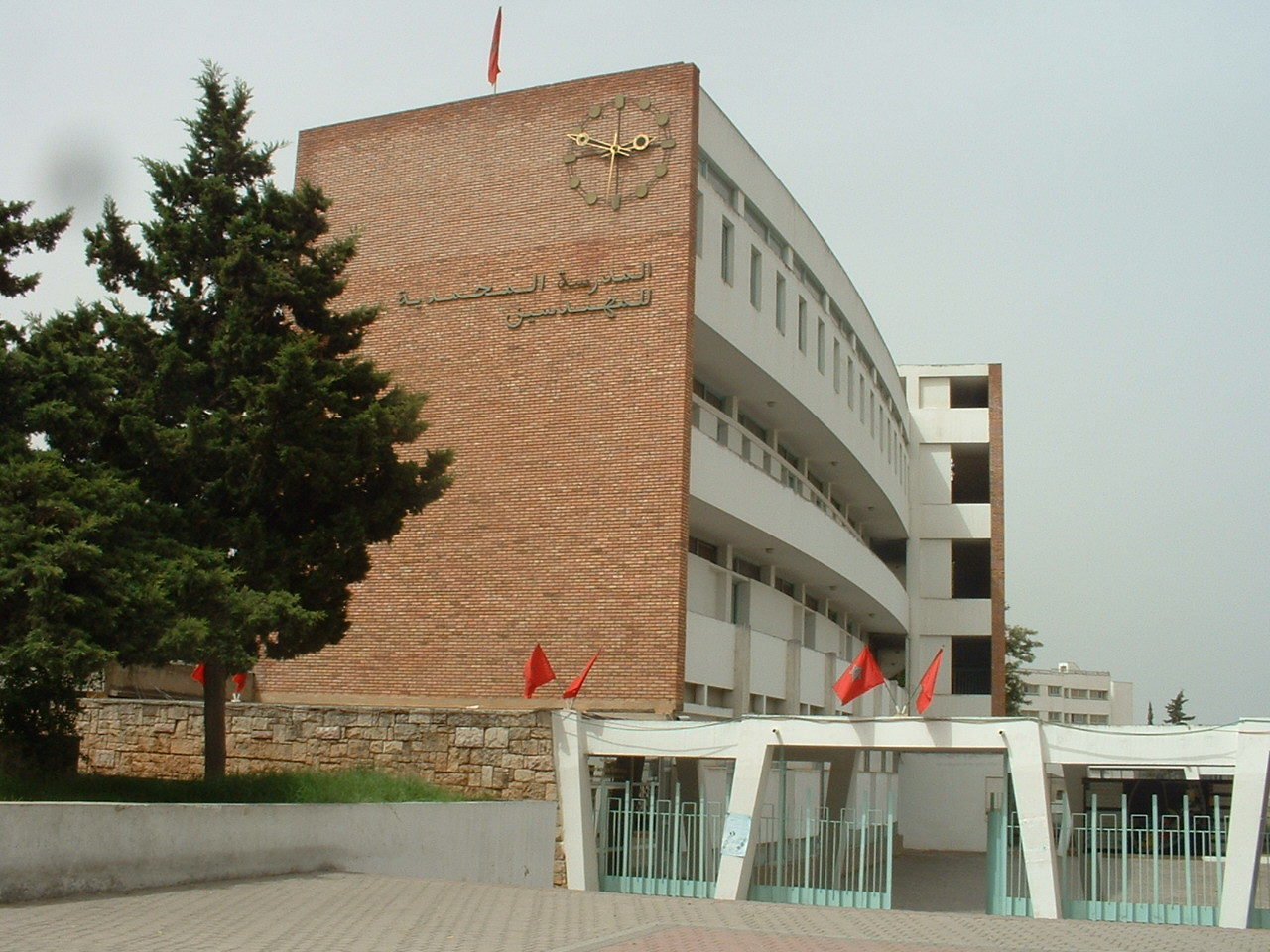
المدرسة المحمدية للمهندسين في الرباط في غشت/أغسطس 2004.

في التعليم العالي يستفيد الطلبة المغاربة المعوزين من منحة دراسية تقدم لهم بهدف المساهمة في تحمل جزء من مصاريفهم الدراسية.
توجد في المغرب ست عشرة جامعة عمومية، يضاف إلى ذلك عدد من الجامعات أو المدارس العليا المنتمية للقطاع الخاص.
- الطلاب المسجلون: 250,000
- المعلمون الدائمون: 7,566
- الوقت معلمين المؤقتين: 405
- قائمة الدول حسب نسبة القادرين على القراءة والكتابة
- الجمعية المغربية لأساتذة التربية الإسلامية
- التضامن الجامعي المغربي
- الاتحاد الوطني لطلبة المغرب
- المجلس الأعلى للتعليم (المغرب)
- محو الأمية.

## دراسات ومستجدات
في أبريل من عام 2018 وبموجب دراسة تجريها منظمة التعاون والتنمية في الميدان الاقتصادي (OCDE) كل ثلاث سنوات للطلاب في سن 15 عامًا في مجالات القراءة والعلوم والرياضيات، صنف المغرب ضمن برنامج تقييم الطلاب الدوليين (PISA) في الترتيب 75 من أصل 79 دولة مشاركة،